# Pierre-Henri Menthéour
Pierre-Henri Menthéour (Algiers, 9 mei 1960 – Brest, 12 april 2014) was een Frans wielrenner die in het verleden uitkwam voor onder meer Miko-Mercier. Hij was een ploeggenoot van Joop Zoetemelk, Greg LeMond en Laurent Fignon.

## Carrière
In 1977 werd Pierre-Henri Menthéour al meteen nationaal kampioen tijdrijden bij de junioren. Bij de kampioenschappen baanwielrennen in 1982 werd hij tweede op het onderdeel achtervolging bij de elite.
Menthéour nam deel aan alle drie de grote ronden en wist één Tour-etappe te winnen en tweede te worden bij een Giro-etappe.
Op 14 oktober 1996 vestigde hij als 36-jarige een nieuw Frans uurrecord (52,543 km), waarna hij weer amateur werd. Na het beëindigen van zijn sportcarrière bekende hij dopinggebruik en leverde hij zijn record weer in.
Menthéour was de oudere broer van oud-wielrenner en zanger Erwann Menthéour, de eerste renner ooit die werd verdacht van het gebruik van epo.
Na zijn wielerloopbaan was hij cameraman, onder andere voor Eurosport. In 12 april 2014 overleed hij op 53-jarige leeftijd na een langdurige ziekte.

## Overwinningen
1977
 Frans kampioen tijdrijden, Junioren
1983
9e etappe Ronde van de Toekomst
1984
2e etappe Ronde van de Aude
Eindklassement Ronde van de Aude
Criterium van Concarneau
1992
Ronde van Finistère
1993
Prix Gilbert Bousquet

## Resultaten in voornaamste wedstrijden
| Jaar | Ronde van Italië | Ronde van Frankrijk | Ronde van Spanje |
| ---- | ---------------- | ------------------- | ---------------- |
| 1981 |                  |                     | 53e              |
| 1982 |                  | 51e                 |                  |
| 1984 | opgave           | 55e (1)             |                  |

| Jaar | Gent-Wevelgem | Parijs-Roubaix |
| ---- | ------------- | -------------- |
| 1981 |               | 45e            |
| 1982 |               |                |
| 1984 | 74e           |                |

Wielerploegen van Pierre-Henri Menthéour
Andersen ·
Bittinger ·
Clère ·
Friou ·
Gallopin ·
Gauthier ·
Lebaud ·
Le Bigaut · 
Levavasseur ·
Martin ·
Mathis ·
Menthéour ·
Mollet ·
Neel ·
Oberson ·
Revoul ·
Seznec ·
Thévenard ·
Vichot
Andersen ·
Bertin ·
Clère ·
Friou ·
Gallopin ·
Gauthier ·
Goransson ·
Herety ·
Le Bigaut · 
Levavasseur ·
Martin ·
Mathis ·
Menthéour ·
Michaud ·
Moreau ·
Néant ·
Vichot ·
Zoetemelk
Andersen ·
Bazzo ·
Bertin ·
Clère ·
Gauthier ·
Herety ·
Jensen ·
Laurent ·
Le Bigaut · 
Martin ·
Menthéour ·
Michaud ·
Moreau ·
Néant ·
Rault ·
Vichot ·
Zoetemelk
Barteau ·
Bouvatier ·
Chevallier ·
Corre ·
Didier ·
Fignon ·
Gaigne ·
Gayant ·
Jules ·
Lavainne ·
LeMond  ·
M. Madiot ·
Y. Madiot ·
Menthéour · 
Mottet ·
Poisson ·
Salomon ·
Saude ·
Wojtinek
Barrault ·
Beau ·
Bondue ·
Campion ·
Delaurier ·
Claveyrolat ·
Gauthier ·
Le Bigaut ·
Menthéour ·
Roche ·
Sherwen ·
J. Simon ·
R. Simon ·
Van Den Haute ·
Vandenbroucke ·
Vermote